# Shire Hall
A Shire Hall (magyarul: megyeháza) a walesi Monmouth központjának egyik jelentős építménye, I. kategóriás brit műemlék (British Listed Building). 1724-ben épület az esküdtszéki bíróság (angolul: Assize Court) valamint a monmouthshire-i negyedévi ülészakok (angolul: Quarter Sessions) számára. 1840-ben itt zajlott le a chartisták vezérének, John Frostnak a pere, amelyben hazaárulással vádolták meg a newporti lázadásban való részvétele miatt. Az épületet vásárcsarnokként is használták. A Shire Hall ma a megyei tanács tulajdona. Egyik tárgyalóterme nyitva áll a látogatók előtt. Az épületben ma a városi turisztikai hivatal székel valamint Monmouth városi tanácsának irodái.

## Története
A jelenlegi épületet 1724-ben emelték és valószínűleg a negyedik ezen a telken. Korábban egy 1536-ban épített Erzsébet-kori bíróság állt itt, majd 1571-ben egy favázas ház. Ennek fagerendáit használták fel a Shire Hall építésénél, így az épület alsó szintje, nyílt, vásárok megrendezésére alkalmas tér lett. A Pevsner Architectural Guides leírása szerint a bathi mészkővel burkol épület egy „jelentős vállalkozás” eredménye. Egy kevésbé ismert bristoli építész, Philip Fisher (mh. 1776) tervei alapján épült fel ezerhétszáz fontból. 1725-ben az esküdtszéki bíróság költözött az épületbe. A tulajdonképpeni tárgyalótermet az első szinten, közvetlenül a vásártér felett rendezték be. Az oromzat óráját 1765-ben Richard Watkins készítette. Az épület belsőjét 1828-ban átalakították és ekkor épült meg a külső lépcsőtorony is a tetőbevilágítóval. A bejárat fölötti fülkében V. Henrik angol király szobra látható. A művet gyenge minőségűnek, „aránytalannak”, és „szánalmasnak” tartják a művészettörténészek. 1792-ben alkotta Charles Peart szobrász. A szobor felirata tévesen jelöli a király születési dátumát: nem 1387. augusztus 9-én, hanem 19-én született.
A County Gaol épülete a bíróságtól nem messze áll. Itt töltötte börtönbüntetését a chartista vezér Henry Vincent, mielőtt hazaárulásért elítélték volna. Vincent ítélete rendkívül népszerűtlen volt a nép körében és ez vezetett a newporti lázadások kitöréséhez, amely a katonaság és bányászok közötti összecsapásba torkollott. Miután a lázadást leverték, vezetőit, élükön John Frosttal elfogták és hazaárulás vádjával bíróság elé állították. 1840-ben Frostot, William Jonest és Zephaniah Williamsszet a monmouthi Shire Hallba ítélték halálra. Ők voltak az utolsók Nagy-Britanniában, akiket halálra ítéltek. Az ítéletet később tasmaniai (akkoriban Van Diemen-föld) száműzetésre változtatták.
A Magistrates Court-ot (magyarul: rendőrbíróság) 1997-ben zárták be, a megyei bíróságot pedig 2002-ben. A monmouthshire-i megyei tanács ekkor a nemzeti lottótársaság történelmi örökség megóvására szánt programjához fordult pénzügyi támogatásért. Miután sikerült előteremteni a szükséges pénzalapot, az épületet teljesen felújították. A munkálatok 2008-ban kezdődtek el és a felújított épület 2010 szeptemberében nyitotta meg ismét kapuit Anna brit királyi hercegnő jelenlétében. A látogatók előtt megnyitották a tárgyalótermet, amelyben Frostnak és társainak a pere zajlott 1840-ben. Az átépítés egyik kulcseleme a felvonó beszerelése volt, amely révén termei bárki számára könnyen megközelíthetők. Az épületben ma a városi turisztikai iroda székel, valamint a városi tanács irodái.

## Környéke
A Shire Hall környékén filmezték 2008-ban a Ki vagy, doki? karácsonyi különkiadását. A Shire Hall előtti Agincourt Square-en áll Charles Rolls 1911-ben leleplezett szobra. Rolls a Rolls-Royce társalapítója volt. Mindamellett, hogy érdekelték az autók és a repülők, Charles tehetséges hőlégballonos is volt. 1910 júliusában hunyt el, amikor repülője a bournemouthszi bemutatón lezuhant. Ő volt az első angol, aki repülőgép-szerencsétlenségben vesztette életét.
Az épülettel szemben a 17. század közepi Kings Head Hotel áll, amelyben állítólag I. Károly angol király is megszállt 1645-ben. A környék további nevezetes épületei a The Beaufort Arms Hotel (egykori 18. század eleji fogadó) a Punch House és az Agincourt House (17. század eleji favázas épület).

## Fordítás
- Ez a szócikk részben vagy egészben  a   Shire Hall, Monmouth című angol Wikipédia-szócikk ezen változatának fordításán alapul.  Az eredeti cikk szerkesztőit annak laptörténete sorolja fel. Ez a jelzés csupán a megfogalmazás eredetét és a szerzői jogokat jelzi, nem szolgál a cikkben szereplő információk forrásmegjelöléseként.